# John Ausonius
John Ausonius, né Wolfgang Alexander Zaugg le 12 juillet 1953 à Lidingö, est un criminel suédois, auteur d'une série d'attaques racistes commises en 1991 et 1992, qui entraînent la mort d'un homme, et font plusieurs blessés graves.
Armé tout d'abord d'une carabine à visée laser, il fait feu sur des inconnus en raison de leur origine étrangère. La presse le baptise l'homme au laser (lasermannen en suédois), et ses crimes créent un climat de peur parmi la population immigrée en Suède. L'enquête policière qui s'ensuit devient vite la plus vaste depuis l'assassinat d'Olof Palme, et se conclut par son arrestation le 12 juin 1992.
Condamné à la prison à vie, il purge sa peine en Suède, avant d'être remis fin 2016 à l'Allemagne qui le suspecte dans une affaire de meurtre.

## Les attaques
Toutes les attaques sont commises à Stockholm ou dans sa banlieue, à l'exception de la sixième, qui a lieu à Uppsala, une ville universitaire située environ 70 km au nord de la capitale suédoise. Lors des cinq premières attaques, une arme de petit calibre est utilisée, la présence d'un viseur laser étant signalée dans trois cas. Ensuite, c'est un revolver de calibre 9 mm, équipé d'un silencieux, qui est utilisé.
Attaque no 1 : samedi 3 août 1991, 00 h 30 – Gärdet, Stockholm.

Un jeune homme, d'origine étrangère, est atteint d'une balle à la hanche juste après avoir aperçu un laser rouge.
Attaque no 2 : à proximité de l'université de Stockholm.

Un jeune homme circulant à vélo est atteint d'une balle à la mâchoire. Il n'a pas vu son agresseur et ne peut fournir aucune indication. 
Attaque no 3 : dimanche 27 octobre 1991, 23 h 10 - à proximité de l'hôpital de Sabbatsberg, Stockholm

Un sans-abri voit s'approcher dans l'obscurité un homme à vélo, aperçoit le rayon rouge du laser, et est atteint d'une ou plusieurs balles dans le ventre – le nombre exact est inconnu, la victime refusant d'être opérée.
Attaque no 4 : vendredi 1er novembre 1991, après-midi - numéro 12 de Norrtullsgatan, Stockholm.

Un homme entre dans le bâtiment et ouvre le feu sur un jeune Brésilien de 23 ans, Heberson Vieira Da Costa, avant de prendre la fuite. La victime est atteinte au visage mais survit à ses blessures. On signale qu'un homme est entré en courant au numéro 65 de Norrtullsgatan. Les forces de police sont déployées et investissent le bâtiment. Deux personnes sont interpellées avant d'être relâchées.
Attaque no 5 : vendredi 8 novembre 1991, soirée - Körsbärsvägen, Stockholm.

Jimmy Ranjbar, Iranien de 34 ans, est grièvement blessé alors qu'il se rend chez son frère à proximité de l'Institut royal de technologie. Il décède le lendemain à l'hôpital. Les enquêteurs retrouvent une douille qui permet de faire le lien avec les attaques précédentes.
Attaque no 6 : mercredi 22 janvier 1992, peu après 23 h 00 - Studentvägen (sv), Uppsala.

Après une interruption de plus de deux mois, les attaques reprennent, mais cette fois avec une arme de gros calibre (9 mm). La victime est un chercheur et photographe suédois né au Chilli, Erik Bongcam-Rudloff, qui est atteint d'une balle dans la tête alors qu'il rentre chez lui en compagnie de son épouse,.
Attaque no 7 : jeudi 23 janvier 1992, vers 13 h 15 - Brännkyrkagatan (sv), Stockholm.

Un homme cagoulé fait feu sur un Zimbabwéen de trente ans. La victime est sérieusement blessée, une balle lui ayant traversé la poitrine, mais ses jours ne sont pas en danger. Le tireur s'enfuit au volant d'une voiture blanche.
Attaque no 8 : jeudi 23 janvier 1992, vers 19 h 15 – numéro 93 de Regeringsgatan (sv), Stockholm.

Un homme cagoulé pénètre dans les locaux de l'association somalienne et ouvre le feu. Deux des personnes présentes sont légèrement blessées. Le tireur s'enfuit au volant d'une voiture blanche.
Attaque no 9 : mardi 28 janvier 1992 - Djursholms Ösby (sv), Danderyd.

La victime est le propriétaire-gérant d'un kiosque de rue, Isa Aybar. Il est atteint de plusieurs balles, à la main et à la tête. Son agresseur prend la fuite à bicyclette.
Attaque no 10 : jeudi 30 janvier 1992 - Hägerstensåsen, Stockholm.

Hasan Zatara, 42 ans, qui travaille lui aussi dans un kiosque de rue, est grièvement blessé par balle à la tête. Un homme portant une cagoule est aperçu fuyant les lieux.

## Le contexte
Les attaques de l'homme au laser s'inscrivent dans une période qui voit la percée de l'extrême-droite en Suède, le parti Nouvelle Démocratie remportant 25 sièges aux élections législatives de septembre 1991 . La presse s'empare rapidement de l'affaire, et la médiatisation contribue à créer la psychose parmi les populations immigrées en Suède. Après la dixième attaque, un appel à une grève générale de tous les immigrés est lancé pour le 21 février 1992, avec le soutien notamment du Parti du peuple - Les Libéraux, qui fait alors partie de la coalition gouvernementale. Le 9 février, au terme d'une intense campagne médiatique le poussant à réagir, le Premier ministre Carl Bildt tient un discours télévisé depuis son bureau de Rosenbad. C'est la première fois qu'un chef de gouvernement suédois s'adresse ainsi à la nation en direct à la télévision.

## L'enquête
L'enquête s'annonce tout d'abord difficile, en raison surtout de l'absence de connexion entre les victimes et le tireur. Selon le directeur d'enquête Lennart Thorin, il est vraisemblable qu'Ausonius n'aurait jamais été démasqué s'il s'était limité aux cinq premières attaques. Après l'attaque du 1er novembre, aussi bien la victime qu'une femme présente sur les lieux décrivent le tireur comme un homme vêtu d'un trench-coat, au teint et aux yeux clairs, et aux cheveux roux. Un portrait-robot est rendu public lors d'une conférence de presse le 14 novembre. Les témoignages affluent, mais sans mettre les enquêteurs sur une piste solide. 
L'enquête connait par contre une avancée significative avec les attaques des 22 et 23 janvier, plusieurs témoins affirmant avoir vu le tireur s'enfuir dans une Nissan Micra blanche. Le 23 janvier, un homme signale aussi à la police avoir vu dans une rue de Stockholm un homme cagoulé au volant d'un tel véhicule. Pensant à un possible méfait, il a noté le numéro d'immatriculation - les policiers constatent alors que les plaques ont été volées. Tenant là leur seule piste, les enquêteurs décident d'employer les grands moyens, et de contacter tous les propriétaires d'une Nissan Micra blanche, soit plusieurs milliers d'individus, pour des contrôles de routine.
Les enquêteurs tombent pour la première fois sur le nom de John Ausonius alors qu'ils parcourent la liste des personnes ayant loué une Nissan Micra blanche dans une agence de Fruängen, dans la banlieue sud de Stockholm. L'individu leur parait particulièrement intéressant, car son casier judiciaire est déjà chargé : il a été condamné pour détournement de fonds, violence, ou encore escroquerie. L'un des enquêteurs, qui a précédemment participé à l'enquête sur l'assassinat du Premier ministre Olof Palme, se souvient qu'Ausonius a un temps été suspecté dans cette autre affaire. Il travaillait en effet au milieu des années 1980 au cinéma Grand, ce même cinéma d'où sortait le Premier ministre juste avant d'être assassiné le 28 février 1986. Ausonius était aussi connu pour sa haine de Palme et son opposition aux sociaux-démocrates en général. Bénéficiant d'un alibi solide, puisqu'il est incarcéré à ce moment-là, il avait toutefois été mis hors de cause.
Les policiers tentent de contacter Ausonius, mais ne parviennent pas à le localiser. En enquêtant, ils découvrent que son courrier est réexpédié vers un bureau de poste de la rue Sveavägen à Stockholm, et qu'il fréquente divers lieux dans le voisinage de la place Stureplan, tels que les discothèques Café Opera et Sturekompaniet. Ses anciens collègues le décrivent comme un passionné de cinéma, et les policiers découvrent qu'il est inscrit dans plusieurs vidéoclubs de Stockholm. Dans l'une de ces boutiques, un employé peut fournir une description : il s'agit d'un homme portant un trench-coat, qui se teint à tour de rôle les cheveux en blond et en roux – description qui correspond au signalement relevé lors de la quatrième attaque.
En février 1992, le docteur Ulf Åsgård est chargé d'établir un profil du meurtrier, qu'il remet le 7 avril. C'est l'une des premières fois que cette technique est utilisée en Suède. Dans ses conclusions, il décrit un homme vivant seul, ayant souffert de troubles psychiatriques mais ayant cessé de se soigner, et déjà coupable de crimes ou de délits. Ce profil correspond largement à ce que les policiers savent déjà d'Ausonius.

## L'arrestation
La police met en place une surveillance des lieux fréquentés par Ausonius, et attend qu'il se manifeste,. Le 20 mai 1992, le directeur du bureau de poste de la rue Sveavägen appelle les enquêteurs : Ausonius est passé la veille collecter son courrier. Le 10 juin, c'est un employé d'un vidéoclub qui appelle à son tour : Ausonius vient juste d'y louer cinq films. Les policiers le repèrent pour la première fois le lendemain 11 juin, lorsqu'il retourne à la boutique y rendre les vidéos. Commence alors une surveillance permanente du suspect. 
Mais les événements se précipitent dès le 12 juin. Dans la matinée, Ausonius sort de son domicile, enfourche sa bicyclette et se rend dans une banque qu'il dévalise. Les policiers tentent de l'interpeler à sa sortie de l'établissement, mais il ouvre alors le feu. En raison de la présence de nombreux passants, les policiers ne répliquent pas. Ausonius s'enfuit, mais les enquêteurs qui l'ont observé la veille dans une cour d'immeuble décident de s'y rendre – ils l'y retrouvent effectivement, alors qu'il vient de changer de vêtements pour ne pas être reconnu dans sa fuite. L'interpellation se fait dans le calme.
Lorsqu'Ausonius se voit signifier sa mise en examen, les enquêteurs disposent d'un élément capital : le revolver 9 mm utilisé lors des attaques du mois de janvier a été retrouvé, le 30 mai, sous le pont de Lidingö à Stockholm, par un pêcheur à la ligne. C'est une arme qu'Ausonius a achetée en Afrique du Sud. Ausonius reconnait que l'arme et les munitions lui appartiennent, mais nie être l'auteur des attaques. La justice ordonne sa mise en détention. Avant sa condamnation définitive par la cour d'appel de Svea, il va passer trois années en détention préventive, ce qui constitue pour la Suède un record.

## Les procès
John Ausonius est inculpé pour un meurtre, neuf tentatives de meurtre et une série de braquages de banque. Après l'avoir pris en flagrant délit, les policiers le suspectent en effet d'être « le voleur à bicyclette » (suédois : cykelrånaren), l'auteur recherché d'une quinzaine de braquages, mais en l'absence de preuves suffisantes, Ausonius n'est jugé que pour un nombre réduit de forfaits,.
Ausonius nie tout en bloc, à l'exception du dernier braquage, au cours duquel il a été pris en flagrant délit. En première instance le 1er décembre 1993, le tribunal de Stockholm le condamne à la réclusion criminelle à perpétuité, et à payer 4,3 millions de couronnes à ses victimes. Ausonius fait appel. Le 19 mai 1995 la cour d'appel de Svea confirme la condamnation à la prison à vie. Le procès en appel est marqué par un incident d'audience, Ausonius frappant violemment ses deux avocats avec son baladeur.

## Les aveux
Après avoir passé plus de huit ans derrière les barreaux, John Ausonius avoue finalement en août 2000 être l'auteur des attaques racistes et des braquages de banque. Peu après, le journaliste Gellert Tamas le contacte en prison. Les deux hommes se rencontrent à plusieurs reprises, ce qui amène Tamas à écrire un livre, Lasermannen - en berättelse om Sverige (L'Homme au laser, un récit sur la Suède), publié en 2002, sur ce criminel et sur ce qu'il qualifie de « période très spéciale de l'histoire de la Suède contemporaine,, ». Selon Tamas, Ausonius affirme avoir été influencé par les propos de l'extrême-droite de l'époque. Lui-même fils d'immigrés (son père est suisse et sa mère allemande), Ausonius a souffert pendant son enfance d'avoir les yeux et les cheveux bruns. Et c'est parce qu'il cherchait à se positionner du côté des Suédois qu'il a changé son nom, qu'il s'est teint les cheveux en blond, qu'il a commencé à porter des verres de contact bleus, et qu'il s'est finalement livré à une série d'attaques racistes. Tamas se dit par ailleurs particulièrement frappé par l'absence totale de compassion manifestée par Ausonius envers ses victimes.

## Suites
Après avoir longtemps été incarcéré à la prison de Kumla, John Ausonius est transféré en 2012 à la prison d'Österåker. À trois reprises, en 2008, 2010 et 2012, il dépose des requêtes pour que sa sentence soit convertie en une peine limitée dans le temps, ce qui ouvrirait la voie à une libération, ou à une libération conditionnelle. Ces requêtes sont toutefois toutes rejetées, la dernière le 2 novembre 2012. Le tribunal d'Örebro estime notamment que le risque de voir Ausonius replonger dans la criminalité est « aussi bien réel que significatif, ».
Très longtemps resté un suspect, mais sans beaucoup d'éléments concrets, dans le meurtre à Francfort en février 1992 de Blanka Zmigrod, 68 ans, il intéresse de nouveau les enquêteurs allemands en 2014, en raison des rapprochements avec l'enquête sur le Nationalsozialistischer Untergrund. D'après les policiers, l'antisémitisme pourrait avoir été son mobile. Ausonius, qui nie le meurtre, accepte en 2016 d'être remis à la Justice allemande pour, dit-il, prouver son innocence.